# Wilhelm Moritz Helten

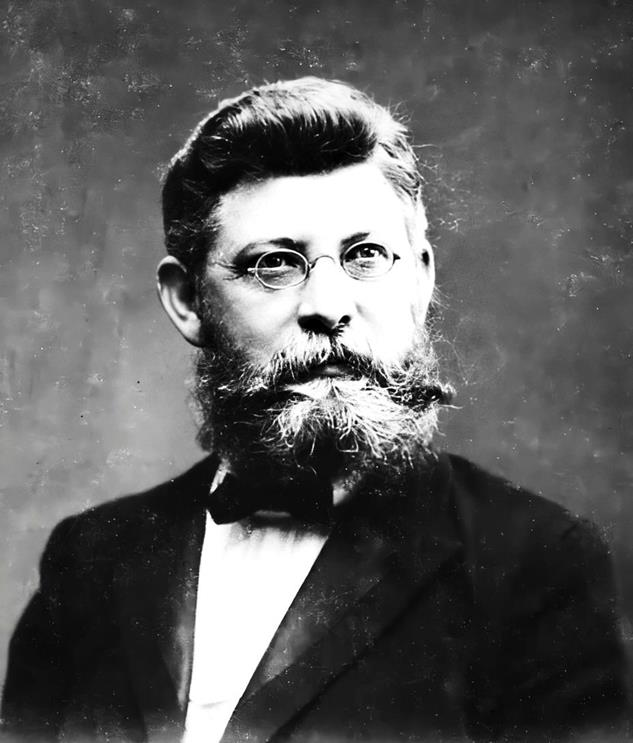
Wilhelm Moritz Helten

Wilhelm Moritz Helten (* 12. April 1862 in Wesel; † 5. September 1932 in Jülich) war ein deutscher Eisenbahn-Ingenieur in Diensten deutscher Privateisenbahn AGs, nach deren Verstaatlichung technischer Vorstand in der Reichsbahndirektion Köln sowie Aufsichtsrat, Aufsichtsratsvorsitzender und Großaktionär der Dt. Gips Compagnie AG und der Wilhelm Tschira AG, Teil des Gips-Kartells.

## Familie
Geboren am 12. April 1862 in Wesel als Sohn des Bahnbeamten Heinrich Franz Helten, erlangte Helten am Technikum Rheydt ein Diplom als Eisenbahn-Ingenieur. 1899 heiratete er Frida Tschira, Tochter des badischen Hoffotografen Karl Christian Tschira. Aus der Ehe gingen drei Kinder hervor: Wilhelm Helten, Gertrud und Karl Helten. Letzterer war  Direktor der Schleipen & Eichhorn Papier- und Pergamentfabriken in Emmerich am Rhein. Wilhelm Moritz Helten verstarb am 5. September 1932 an den Folgen eines Gehirnschlags.

## Laufbahn als Eisenbahner
Von 1887 bis 1889 leitete er das Reichsbahn-Instandsetzungswerk in Deutz. 1899 erhielt er den Ruf als Leiter des Instandsetzungswerks Ettlingen der Badische Lokal-Eisenbahnen AG. 1901 erfolgte der Ruf als technischer Vorstand zur Filderbahn AG Stuttgart. Unter seiner Leitung erfolgte die Elektrifizierung des Netzes, speziell der Zahnradbahn Stuttgart, sowie die Umstellung auf Normalspur und der Bau der Bahnlinie nach Degerloch. Auch der technische Ausbau des Streckennetzes nach Möhringen, Echterdingen und Hohenheim erfolgte unter Heltens Ägide. 1909 erfolgte Heltens Ruf in den Vorstand der Westdeutschen Eisenbahn-Gesellschaft mit Zuständigkeit für deren technischen Betrieb. 1912 erfolgte seine Versetzung in die inzwischen königlich-preußisch gewordene  Eisenbahndirektion Köln. 1916 erfolgte die Versetzung nach Jülich. 1919 wurde Helten von der Französischen Besatzungsbehörde dienstverpflichtet. Persönlich, d. h. mit seinem Leben, war er der Besatzungsbehörde für den technisch reibungslosen Transport der requirierten Kohle aus dem Ruhrgebiet nach Frankreich verantwortlich. 1927 ging er in den Ruhestand.

## Aktivitäten als Aufsichtsrat und Großaktionär
Mit Aktien aus dem Erbe seiner Ehefrau fungierte Helten als Großaktionär der Deutschen Gips Compagnie AG, die von seinem Schwager Wilhelm Tschira als Vorstandsvorsitzendem geleitet wurde, und war Mitglied im Aufsichtsrat. 1911 übernahm er den Vorsitz des Aufsichtsrats der AG. Nach dem Krieg erfolgte 1921 die Umwandlung der Dt. Gips Compagnie AG in die Wilhelm Tschira AG, an deren Stammkapital in Höhe von 160.000 RM Helten erneut mit 60.000 RM als Großaktionär beteiligt war. Dem Aufsichtsrat gehörte er bis 1930 an. In seiner Eigenschaft als Eisenbahn-Ingenieur organisierte Helten  für das Gips-Kartell den Bau und Betrieb der Eisenbahn-Stichstrecke von Kreiensen nach Osterode am Harz aus Mitteln des Kartells.